# Blairsden (Kalifornija)
Blairsden je naseljeno područje za statističke svrhe u američkoj saveznoj državi Kalifornija. Prema popisu stanovništva iz 2010. u njemu je živjelo 39 stanovnika.